# Người đứng đầu của hoàng tộc tiền triều ở Trung Quốc
Ở các triều đại trước thời nhà Nguyên, triều đại đang trị vì thường phong tước vị cho một số thành viên (đôi khi là người giả danh) của triều đại trước đó như là một sự công nhận tính hợp pháp của triều đại cũ và là cách thể hiện quyền thay đổi triều đại. Phương pháp này được gọi là "Nhị vương Tam khác" (二王三恪), theo đó những người được trao cho tước vị như vậy có quyền giữ lại pháp luật của tiền triều trong vùng đất được ban cho, và đương kim hoàng đế không thể coi họ như là thần dân . Từ thời nhà Nguyên đến Trung Hoa Dân Quốc, tước hiệu hoặc đặc ân được trao cho các thành viên của tiền triều không được coi là phong vương hoặc tôn kính.

## Truyền thống Nhị vương Tam khác (二王三恪)

### Tam Hoàng Ngũ Đế
Theo Kinh Thư, Thuấn coi Đan Chu, con của Nghiêu là một vị khách tôn quý của triều đình thay vì là một chư hầu, và gọi ông là "Ngu Tân" (虞賓).

### Nhà Hạ(2070–1600 TCN)
Hạ Vũ phong nước Đường (唐) cho Đan Chu (丹朱) và nước Ngu (虞) cho con của Thuấn là Thương Quân. Cả hai người đều không cần phải hành lễ như chư hầu .

### Nhà Thương(1600–1046 TCN)
Sau khi Thành Thang chinh phục được nhà Hạ, ông phong nước Kỷ (杞國) cho hậu duệ của quân chủ nhà Hạ và nước Trần (陳國) cho hậu duệ của vua Thuấn là Quy Mãn (媯滿). Về mặt lý thuyết, cả hai vị quân chủ này đều không phải là chư hầu của nhà Thương .

### Nhà Chu(1046–256 TCN)
- Sau trận Mục Dã, Chu Vũ vương phong nước Chúc (祝國) cho hậu duệ của Hoàng Đế, nước Kế (薊國) cho hậu duệ của Nghiêu, nước Tống (宋國) cho Tống Vi tử, em của quân chủ nhà Thương cuối cùng là Đế Tân, còn nước Kỷ và nước Trần vẫn tồn tại [1].
- Nước Kỷ sau cùng bị Sở Huệ Vương thôn tính còn nước Tống thì bị nước Tề chinh phục vào năm 286 TCN.
- Vào năm 479 TCN, vua cuối cùng của nước Trần bị Sở Huệ Vương giết, nhưng Tề Thái công, hậu duệ của Trần Hoàn (陳完) thành lập chính quyền Điền Tề vào năm 386 TCN (Họ Điền thay Tề). Các quân chủ nước Trần là tổ tiên của Vương Mãng [6][7][8] và Khổng Tử [9][10][11][12].

### Tây Hán(202 TCN–9 CN)
- Năm 113 TCN, Hán Vũ Đế phong cho Cơ Gia (姬嘉), một hậu duệ của nhà Chu làm Chu Tử Nam quân (周子南君).
- Cơ Diên Niên (姬延年), cháu của Cơ Gia được phong làm Trịnh công (鄭公) [1].
- Năm 8, Hán Thành Đế phong cho Khổng Cát, hậu duệ thứ 14 của Khổng Tử làm Ân Thiệu Gia hầu (殷紹嘉侯); tước hiệu này được thay đổi hai lần và trở thành Tống công (宋公) vào năm 2 [1].

### Nhà Tân(9–23)
Năm 9, Vương Mãng đã phong một loạt tước hiệu cho nhiều người, trong đó có một số người mà ông tin là hậu duệ của các triều đại trước :
- Diêu Tuân (姚恂) được phong làm Sơ Mục hầu (初睦侯) để thờ cúng Hoàng Đế.
- Lương Hộ (梁護) được phong làm Tu Viễn bá (修遠伯) để thờ Thiếu Hạo.
- Vương Thiên (王千), cháu của Vương Mãng được phong làm Công Long công (功隆公) để thờ cúng Đế Khốc.
- Lưu Hâm (劉歆), hậu duệ của Lưu Giao (劉交, em của Hán Cao Tổ), được phong làm Kì Liệt bá (祁烈伯) để thờ cúng Chuyên Húc. Con Lưu Hâm là Lưu Diệp (劉疊) được phong làm Y Hưu hầu (伊休侯) để thờ cúng Nghiêu.
- Quy Xương (媯昌) được phong làm Thủy Mục hầu (始睦侯) để thờ cúng Thuấn.
- Nhũ Tử Anh được phong làm Định An công (定安公) và ông là vua cuối cùng của thời Tây Hán.
- Cơ Đảng (姬黨), hậu duệ đời thứ sáu của Cơ Gia, được đổi tước hiệu thành Chương Bình công (章平公).
- Khổng Hoằng (孔弘), Tống Công và là cháu của Khổng Cát, được phong làm Chương Chiêu hầu (章昭侯).
- Tự Phong (姒豐), hậu duệ của nhà Hạ, được phong làm Chương Công hầu (章功侯)

### Đông Hán(25–220)
- Năm 26, Hán Quang Vũ Đế phong cho Khổng An (孔安), con của Khổng Hoằng làm Ân Thiệu Gia công (殷紹嘉公), sau đổi thành Tống công (宋公) vào năm 39.
- Cơ Vũ (姬武), cháu của Cơ Đảng, được phong làm Chu Thừa Hưu công (周承休公), sau đổi thành Vệ công (衛公) [14].

### Tào Ngụy(220–266)
- Năm 220, Hán Hiến Đế, vị hoàng đế cuối cùng đã thoái vị của nhà Hán, được phong tước Sơn Dương công (山陽公), hưởng lộc 1 vạn hộ. Nước Sơn Dương (山陽國) vị trí ở Trọc Lộc (濁鹿, nằm ở phía đông bắc của Tu Vũ, Tiêu Tác thuộc Hà Nam này ngay). Ông có một số đặc quyền mặc dù bị giáng chức xuống làm tước công, bao gồm việc không cần phải xưng là "chư hầu" với Tào Ngụy và được phép cúng tế cho nhà Hán bằng nghi lễ hoàng gia. Do con trai trưởng của Hán Hiến Đế chết trước ông, nước Sơn Dương được truyền cho cháu và cuối cùng diệt vong trong loạn Vĩnh Gia.
  - Lưu Khang (劉康), cháu của ông, giữ tước vị được 51 năm và chết vào năm 285.
  - Lưu Cẩn (劉瑾), con của Lưu Khang, giữ tước vị được 4 năm và chết vào năm 289.
  - Lưu Thu (劉秋), con của Lưu Cẩn, là Sơn Dương công cuối cùng và bị giết vào năm 309 trong loạn Ngũ Hồ.
  - Theo Nhật Bản thư kỷ, Achi no omi (tiếng Nhật: 阿知使主), chắt của Hán Hiến Đế, là tổ tiên huyền thoại của một số gia tộc quý tộc của Nhật Bản [15], hiện vẫn còn có hậu duệ.
- Năm 264, Lưu Thiện, hoàng đế cuối cùng của Thục Hán, trở thành quân chủ nước An Lạc (安樂國), nằm ở phía tây bắc của quận Thuận Nghĩa ở Bắc Kinh. Nước này sau bị thôn tính trong loạn Ngũ Hồ [14].

### Nhà Tấn(266–420)
- Năm 265, Tào Ngụy Nguyên Đế được Tấn Vũ Đế phong cho làm Trần Lưu vương (陳留王), sau khi thoái vị nhường ngôi.
- Nước Sơn Dương và nước Ngụy vẫn tồn tại, còn Tống công thì bị giáng xuống làm Tống hầu [1].

### Lưu Tống(420–479)
- Năm 420, Tấn Cung Đế được phong làm Lang Da vương (零陵王) với thủ phủ ở Mạt Lăng (秣陵, ngay thuộc Nam Kinh). Tấn Cung Đế cùng với nhiều thành viên hoàng tộc của nhà Tấn bị giết sau đó, và Lang Da vương tiếp theo là Tư Mã Nguyên Du (司馬元瑜). Lang Da tiếp tục tồn tại cho đến khi nhà Lương được thành lập.
- Nước Trần Lưu vẫn tồn tại trong thời Lưu Tống [1].

### Nam Tề(479–502)
- Năm 479, Nam Tề Cao Đế phong cho Lưu Tống Thuận Đế làm Nhữ Âm vương (汝陰王). Lưu Tống Thuận Đế bị sát hại trong năm đó và người thừa kế là Lưu Dận (劉胤), nước Nhữ Âm tiếp tục tồn tại cho đến khi nhà Trần được thành lập.
- Nước Lang Da vẫn tồn tại [1].

### Nhà Lương(502–557)
- Năm 502, Lương Vũ Đế phong cho Nam Tề Hòa Đế làm Ba Lăng vương (巴陵王) và đưa về Cô Thục (姑孰, nay thuộc Mã An Sơn, An Huy). Sau khi Nam Tề Hòa Đế bị sát hại, người anh ngoài giá thú là Tiêu Bảo Nghĩa (蕭寶義) trở thành người kế vị và vương quốc tiếp tục tồn tại cho đến thời nhà Trần [1].
- Nước Nhữ Âm vẫn tồn tại.

### Bắc Tề(550–577)
Năm 550, Bắc Tề Văn Tuyên Đế phong cho Đông Ngụy Hiếu Tĩnh Đế đã thoái vị làm Trung Sơn vương (中山王), sau lại cho đầu độc chết.

### Bắc Chu(557–581)
Năm 557, Bắc Chu Hiếu Mẫn Đế phong cho Tây Ngụy Cung Đế làm Tống công (宋公) rồi sau đó giết đi. Năm tiếp theo, Nguyên La (元罗), họ hàng năm đời của Cung Đế được phong làm Hàn quốc công (韓國公), tức là người kế thừa của Tây Ngụy.

### Nhà Trần(557–589)
- Năm 557, Trần Vũ Đế phong cho Lương Kính Đế làm Giang Âm vương (江陰王). Tước vị này được truyền lại cho Tiêu Quý Khanh (蕭季卿) và cuối cùng chấm dứt khi nhà Trần diệt vong.
- Nước Ba Lăng vẫn tồn tại [1].

### Nhà Tùy(581–618)
- Năm 581, Bắc Chu Tĩnh Đế được phong làm Giới quốc công (介國公); tước vị sau đó truyền lại cho họ hàng hai đời là Vũ Văn Lạc (宇文洛).
- Hàn quốc vẫn tồn tại.

### Nhà Đường(618–690, 705–907)
- Năm 618, Tùy Cung Đế được phong làm Hi quốc công (酅國公) và phép ứng xử trong công quốc vẫn theo kiểu nhà Tùy. Cũng trong khoảng thời gian này, nước Giới vẫn tồn tại.
- Năm 705, sau khi nhà Đường được tái lập, nước Hi và Giới cũng được thiết lập lại.
- Năm 748, Nguyên Bá Minh (元伯明) được phong làm Hàn quốc công (韓國公), trong khi nước Hi và Giới vẫn tồn tại.

### Võ Chu (690–705)
Năm 690, Võ Tắc Thiên phong cho người đứng đầu của nhà Chu, nhà Hán cùng hậu duệ của Thuấn, Nghiêu và Thành Thang làm quý tộc. Năm 698, người đứng đầu  của nhà Tùy, nhà Đường cũng được phong tước hiệu.

### Hậu Lương(907–923)
Năm 907, Hậu Lương Thái Tổ phong cho Đường Ai Đế làm Tế Âm vương (濟陰王), sau lại cho đầu độc chết. Công quốc được kế thừa bởi Lí Thung (李嵸) và tước hiệu được đổi thành Lai quốc công (萊國公); Dương Nhân Cự (楊仁矩) được phong làm Hi công trong khi nước Giới vẫn tồn tại.

### Hậu Đường(923–937)
- Hậu Đường tự nhận là người thừa kế của nhà Đường nên nước Hi và Giới vẫn được thừa nhận.
- Năm 937, Lý Tùng Ích được phong làm Hoàn quốc công (郇國公), Dương Diên Thọ (楊延壽) được phong làm Hi công và Vũ Văn Hiệt (宇文颉) được phong làm Giới công.

### Hậu Chu(951–960)
Năm 951, Hậu Chu Thái Tổ ban tước hiệu cho hậu duệ của Hậu Tấn, Hậu Hán và nhà Đường.

### Nhà Tống(960–1279)
- Năm 960, Tống Thái Tổ phong cho Hậu Chu Cung Đế làm Trịnh vương (鄭王) và vẫn cho dùng pháp luật của Hậu Chu trong công quốc.
  - Năm 1059, em họ của Cung Đế là Sài Vịnh (柴詠) được phong làm Sùng Nghĩa công (崇義公). Năm 1235, chắt của Sài Vịnh là Sài Thúc Hạ (柴叔夏) kế thừa tước vị; năm 1249, Sài Ngạn Dĩnh (柴彥穎) kế thừa tước vị.
  - Năm 1118, một hậu duệ của Hậu Chu Cung Đế được phong làm Tuyên Nghĩa lang (宣義郎), một tước hiệu của nhà Tống.
- Những người đứng đầu hoàng tộc của nhà Tùy, nhà Đường và thời kỳ Ngũ đại Thập quốc được ban cho một số tước hiệu để cúng tế cho các triều đại và vương quốc này [16]

### Nhà Kim(1115–1234)
- Năm 1125, Liêu Thiên Tộ Đế được phong làm Hải Tân vương (海濱王), trong khi Tống Huy Tông được phong làm Hôn Đức công (昏德公) và Tống Khâm Tông được phong làm Trọng Hôn hầu (重昏侯) [17].
- Năm 1141, Liêu Thiên Tộ Đế được phong làm Dự vương (豫王), Tống Huy Tông đã qua đời được phong làm Thiên Thủy quận vương (天水郡王), Tống Khâm Tông được phong Thiên Thủy quận công (天水郡公) và hoàng đế bù nhìn bị phế truất của Đại Tề là Lưu Dự được phong làm Tào vương (曹王) [16].

## Sau thời nhà Tống

### Nhà Nguyên(1271–1368)
Năm 1276, Hốt Tất Liệt phong cho Tống Cung Đế làm Doanh Quốc công (瀛國公).

### Nhà Minh(1368–1644)
Năm 1368, Minh Thái Tổ phong cho Maidarbal (cháu của Nguyên Huệ Tông đã rút chạy về Mông Cổ) làm Sùng Lễ hầu (崇禮侯).

### Nhà Thanh(1636–1912)
Năm 1724, Chu Chi Liễn (朱之璉), được chính quyền nhà Thanh cho là hậu duệ của Túc Trang vương (Chu Anh, con thứ 14 của Minh Thái Tổ), trở thành Diên Ân hầu đầu tiên .

## Sau thời nhà Thanh

### Hoàng tộc Ái Tân Giác La
Năm 1912, nhà Thanh bị lật đổ và Trung Quốc được tuyên bố là một nước cộng hòa.
Phổ Nghi, vị hoàng đế cuối cùng của nhà Thanh, sau này trở thành hoàng đế của Mãn Châu Quốc đóng tại đông bắc Trung Quốc, từ năm 1934 đến năm 1945; ông là hoàng đế duy nhất của Mãn Châu Quốc và đế quốc này đã bị xóa bỏ vào năm 1945. Ông qua đời mà không người nối dõi vào năm 1967. Em trai của ông là hoàng tử Phổ Kiệt do đó là người kế vị theo luật kế vị năm 1937 . Các bài viết được đăng trên Chicago Times và The New York Times thừa nhận Phổ Kiệt là người thừa kế ngai vàng .
Phổ Kiệt qua đời năm 1994. Ông có một người con gái còn sống là công chúa Hộ Sanh, sinh năm 1941 và được đổi tên thành "Fukunaga Kosei" (福永嫮生) khi bà kết hôn với một người Nhật vào năm 1968. Tuy nhiên, bộ luật nói trên chỉ cho nam giới kế vị . Một số bài báo cho rằng Kim Dục Chướng (金毓嶂), cháu trai của Phổ Nghi và Phổ Kiệt, hiện là người đúng đầu của hoàng tộc Ái Tân Giác La .
Dòng kế vị hiện tại của gia tộc Ái Tân Giác La là:
- Tái Phong, Nhiếp Chính vương (1883-1951)
  -  Phổ Nghi, Tuyên Thống Đế của Trung Quốc, Hoàng đế của Mãn Châu Quốc (1906-1967)
  - Ái Tân Giác La Phổ Kiệt (1907-1994)
  -  Ái Tân Giác La Phổ Nhậm (1918-2015)
    - Kim Dục Chướng (born 1942)[24]
    - (1) Kim Dục Quan (金毓峑, sinh năm 1946)[25]
    -  (2) Kim Dục Lam (金毓嵐, sinh năm 1948)[cần dẫn nguồn]

Trong sách The Empty Throne, nhà báo Tony Scotland kể về việc tìm thấy hoàng tử Dục Nham, người sống trong một hố bùn gần cung điện hoàng gia . Dục Nham, một người họ hàng xa của Phổ Nghi, nói với Scotland rằng cựu hoàng đế đã phong cho ông làm người thừa kế ngai vàng trong một buổi lễ được thực hiện trong khi họ cùng bị giam ở Nga vào năm 1950  Tuyên bố này không được bất kỳ tài liệu chính thức nào chứng thực, mặc dù theo thông lệ của nhà Thanh, hoàng đế ghi tên người kế vị của mình trong di chúc hoặc sắc lệnh. Cuốn tự truyện của Phổ Nghi chỉ xác nhận rằng ý tưởng đã từng được nghĩ đến . Dục Nham mất năm 1997. Con trai cả của ông là hoàng tử Hằng Trấn, sinh năm 1944 

### Đế quốc Trung Hoa(1915–1916)
Năm 1915, Viên Thế Khải cố gắng khôi phục chế độ quân chủ ở Trung Quốc; ông tuyên bố thành lập Đế quốc Trung Hoa và tự xưng là Hoàng đế Hồng Hiến. Tuy nhiên, do sự phản đối lớn ở khắp các tỉnh của Trung Quốc, Viên Thế Khải buộc phải bỏ ý xưng đế và qua đời vào ngày 6 tháng 6 năm 1916 với tư cách là Tổng thống Trung Hoa Dân Quốc . Trong quá trình chuẩn bị xây dựng đế chế, Viên Thế Khải đã lên kế hoạch để Viên Khắc Định, con trai cả của ông trở thành thái tử của Đế quốc Trung Quốc. Viên Khắc Định vẫn giữ phong thái hành sự của một "thái tử" trong nhiều thập kỷ sau đó .
Viên Khắc Định có một con trai và hai con gái với hậu duệ còn sống, mặc dù ông có 31 anh chị em khác :
- Hoàng đế Hồng Hiến của Trung Quốc (1859-1916)
  - Viên Khắc Định (1878-1958)
    - Viên Gia Dung (袁家融, 1904-1996)
      -  Viên Manh Lâm (袁萌臨, 1933-2009)
        - (1) Viên Khải Việt (袁啟和)

## Đề xuất vương quyền thay thế sau nhà Thanh
Trong Cách mạng Tân Hợi, một số đề nghị cho rằng hoàng đế Mãn Châu nên được thay thế bằng người Hán. Cả Diễn Thánh công, hậu duệ của Khổng Tử , và Diên Ân hầu, hậu duệ của hoàng tộc nhà Minh được đề xuất và bị từ chối . Ý kiến để Diễn Thánh công thay thế nhà Thanh làm Hoàng đế được đưa ra bởi Lương Khải Siêu 